# Новосибирский хореографический колледж
Новосибирское государственное хореографическое училище — учебное заведение в Новосибирске, занимающееся подготовкой артистов балета, основанное в 1956 году. Находится в ведении Министерства культуры Российской Федерации; имеет статус федерального государственного бюджетного образовательного учреждения среднего профессионального образования.

## История
Новосибирское хореографическое училище было создано по приказу Министерства культуры СССР № 695 от 26 декабря 1956 года. 1 сентября 1957 года начался первый учебный год. Инициатором создания хореографического училища в Новосибирске, директором и первым художественным руководителем была Эмилия Ивановна Шумилова — артистка балета Новосибирского театра оперы и балета, в дальнейшем — балетовед. В феврале 2006 года по результатам комплексной оценки деятельности хореографическому училищу был присвоен статус колледжа.
Поначалу училище располагалось в двухэтажном особняке на улице Романова, дом 33, где было лишь четыре небольших зала для занятий. В 1981 году хореографическое училище переехало в трехэтажное здание за оперным театром, где располагается и сейчас. На третьем этаже училища находится интернат на 90 мест. В 1992 году был заложен первый кирпич в строительство второй очереди училища. По плану там должен разместиться учебный корпус и учебный театр.

## Художественные руководители
- 1961—1963 — Эмилия Шумилова
- 1963—1965 — Алиса Никифорова
- 1965—1970 — Татьяна Зимина
- 1970—1971 — Константин Шатилов
- 1971—1973 — Валентина Наваева
- 1973—1980 — Лидия Крупенина
- 1981—1983 — Александр Хмелев
- 1983—1990 — Владимир Владимиров
- 1990—1994 — Галина Юдаева
- 1994—2003 — Владимир Рябов
- 2003—2022 — Александр Шелемов
- с 2022 — Анна Одинцова

## Директора
- 1957—1963 — Эмилия Ивановна Шумилова
- 1964—1976 — Николай Яковлевич Ольховский
- 1976—2002 — Надежда Егоровна Сныткина
- с 2003 — Александр Васильевич Василевский

## Педагоги
- Василевская-Матюхина, Лариса Николаевна — народная артистка РСФСР
- Васильева, Зинаида Анатольевна — народная артистка БССР
- Владимиров, Владимир Фёдорович
- Гревцов, Юрий Васильевич — заслуженный артист РСФСР
- Зимина, Татьяна Анатольевна — народная артистка РСФСР
- Иванов, Сергей Гаврилович
- Кайдани, Флора Ганиевна — народная артистка РСФСР
- Капустина, Татьяна Константиновна — заслуженная артистка РСФСР
- Кондрашова, Людмила Яковлевна — заслуженная артистка РСФСР
- Крупенина, Лидия Ивановна — народная артистка СССР
- Никифорова, Алиса Васильевна — заслуженный учитель РСФСР
- Рябов, Владимир Николаевич — заслуженный артист РСФСР
- Фуралёва, Нина Ивановна — заслуженная артистка РСФСР
- Колтунов Михаил Сергеевич
- Хмелёв, Александр Андреевич
- Шелемов, Александр Николаевич
- Шаньшин, Андрей Юрьевич

## Выпускники
- Бердышев, Анатолий Васильевич — народный артист РСФСР
- Брижинская, Елена Ивановна — заслуженная артистка РСФСР
- Василевская-Матюхина, Лариса Николаевна — народная артистка РСФСР
- Гершунова, Любовь Васильевна — народная артистка РСФСР
- Горбацевич, Александр Владимирович — заслуженный артист РСФСР
- Гришенков, Максим Игоревич — ведущий солист Новосибирского оперного театра, обладатель премии «Золотая маска»[2][3]
- Данилова, Анастасия Олеговна — заслуженная артистка РФ
- Дорош, Анна Аркадьевна — народная артистка Украины
- Казанцева, Яна Владимировна — заслуженная артистка РФ
- Кладничкина, Татьяна Олеговна — народная артистка РФ
- Кузьмин, Игорь Петрович — заслуженный артист РСФСР
- Насадович, Алексей Валерьевич — заслуженный артист РФ
- Огнева, Наталья Юрьевна — заслуженная артистка РФ
- Колтунов Михаил Сергеевич
- Полковников, Роман
- Попилина, Людмила Алексеевна
- Посельская, Наталья Семёновна
- Жарова, Анна — народная артистка РФ
- Рябов, Владимир Николаевич — заслуженный артист РСФСР
- Тимашова, Вера Петровна — заслуженная артистка РСФСР
- Цыганкова Анна
- Чепик, Максим Владимирович — заслуженный артист Украины
- Чудин, Семён
- Диденко, Иван Иванович
- Колесник, Станислав
- Кондрашова, Людмила Яковлевна